# Чистка
Чистка (од рус. чистка) је термин преузет из руског језика, изведена од фразе чистка партийных рядов (прев. чишћење партијских редова) и у буквалном преводу означава чишћење. Право значење је чишћење сопствених (комунистичких) редова од издајника, троцкиста, бухариноваца и свих оних који нису на линији Партије. 
Чистке су се одвијале у Совјетском Савезу тридесетих година двадесетог века и у њима су страдали милиони људи. Чека а касније НКВД су хапсили, мучењем извлачили (често лажна) признања, која су затим ширила круг ухапшених. Ретко ко је био ослобођен пре изречене и издржане казне. 
Чистка је добрим делом последица Стаљинове параноје због које је у свакоме видео непријатеља.
Казна је била прогон у сибирске логоре или смрт. Услови у овим логорима су били такви да је смртност била веома велика. Изузетно оштра клима, слаба храна, као и тежак рад. Сибирски логори и методе у њима су касније примењене и у Југославији, на Голом отоку.
У чисткама нису страдали само грађани Совјетског Савеза него и многи комунисти, других нација, који су били у Совјетском Савезу по неком задатку. 
Било је и комуниста из Србије који су умрли, били убијени или једноставно нестали, а међу њима Генерални секретар КПЈ Милан Горкић, Филип Филиповић и многи други.
Чистке су погодиле и совјетску армију. На хиљаде официра и генерала је такође страдало у чисткама. То се нарочито одразило на почетку Другог светског рата када је обезглављена совјеска армија трпела велике поразе и губитке од Вермахта. 
Живот у оваквим условима је оставио траг на људима. Предратни комунисти који су неко време провели у Совјетском Савезу, и преживели чистке су се битно разликовали од комуниста који су остали у земљи. Зато су имали назив Московити. Мало су се дружили и били повучени у себе.